# Nikołaj Aleksiejew (marszałek)
Nikołaj Nikołajewicz Aleksiejew (ros. Никола́й Никола́евич Алексе́ев, ur. 31 maja?/13 czerwca 1914 w Rostowie, zm. 12 listopada 1980 w Moskwie) – radziecki dowódca wojskowy, marszałek wojsk łączności (1979).

## Życiorys
Od 1935 w Armii Czerwonej, 1940 ukończył Wojskową Akademię Elektrotechniczną, później inne uczelnie wojskowe, brał udział w wojnie z Finlandią, od lipca 1942 w sztabie Wojsk Obrony Powietrznej, odpowiadał za prowadzenie prac dla wdrażania w użytkowanie wojska urządzeń radiolokacyjnych, od 1943 naczelnik wydziału w kierownictwie wyposażenia Frontu Zachodniego, a od 1944 – Frontu Północnego. Po wojnie w Głównym Zarządzie Artylerii, od 1955 w Radzie Ministrów ZSRR, zajmował się nadzorem produkcji sprzętu radiowego. Od 1959 zastępca przewodniczącego, od 1960 przewodniczący Naukowo-Technicznego Komitetu Sztabu Generalnego Sił Zbrojnych ZSRR, koordynował prace naukowo-rozwojowe w zakresie konstrukcji sprzętu wojskowego. Od 1970 zastępca ministra obrony ZSRR ds. wyposażenia, brał udział w negocjacjach z USA 1972. Od 25 października 1979 marszałek wojsk łączności ZSRR.

## Odznaczenia i nagrody
- Order Lenina
- Order Rewolucji Październikowej
- Order Czerwonego Sztandaru
- Order Czerwonego Sztandaru Pracy
- Order Czerwonej Gwiazdy (czterokrotnie)
- Order „Za Służbę Ojczyźnie w Siłach Zbrojnych ZSRR” III klasy
- Nagroda Stalinowska (1954)

Medale ZSRR i odznaczenia zagraniczne.